# Jill Hetherington
Jill Hetherington-Hultquist (Brampton, 27 ottobre 1964) è un'ex tennista canadese.

## Carriera
In carriera ha vinto 1 titolo in singolare e 14 titoli di doppio. Nei tornei del Grande Slam ha ottenuto il suo miglior risultato raggiungendo la finale di doppio agli US Open nel 1988 e agli Australian Open nel 1989, e la finale nel doppio misto all'Open di Francia nel 1995.
In Fed Cup ha disputato un totale di 36 partite, vincendone 16 e perdendone 20.

## Statistiche

### Singolare

#### Vittorie (1)
| Numero | Anno | Torneo                         | Superficie | Avversaria in finale | Punteggio |
| 1.     | 1988 | Wellington Classic, Wellington | Cemento    | Katrina Adams        | 6–1, 6–1  |

### Doppio

#### Vittorie (14)
| Numero | Anno | Torneo                                 | Superficie  | Compagna         | Avversarie in finale               | Punteggio     |
| 1.     | 1984 | Brasil Open, Rio de Janeiro            | Cemento     | Hélène Pelletier | Penny Barg-Mager Kylie Copeland    | 6-3, 2-6, 7-6 |
| 2.     | 1988 | ASB Classic, Auckland                  | Cemento     | Patty Fendick    | Cammy MacGregor Cynthia MacGregor  | 6–2, 6–1      |
| 3.     | 1988 | Wellington Classic, Wellington         | Cemento     | Patty Fendick    | Belinda Cordwell Julie Richardson  | 6-3, 6-3      |
| 4.     | 1988 | San Diego Open, San Diego              | Cemento     | Patty Fendick    | Betsy Nagelsen Dinky van Rensburg  | 7–6, 6–4      |
| 5.     | 1988 | East West Bank Classic, Los Angeles    | Cemento     | Patty Fendick    | Gigi Fernández Robin White         | 7-6, 5-7, 6-4 |
| 6.     | 1988 | Puerto Rico Open, San Juan             | Cemento     | Patty Fendick    | Gigi Fernández Robin White         | 6–4, 6–2      |
| 7.     | 1989 | ASB Classic, Auckland                  | Cemento     | Patty Fendick    | Elizabeth Smylie Janine Tremelling | 6–4, 6–4      |
| 8.     | 1989 | Virginia Slims of California, Oakland  | Cemento     | Patty Fendick    | Larisa Neiland Nataša Zvereva      | 7–5, 3–6, 6–2 |
| 9.     | 1989 | Japan Open Tennis Championships, Tokyo | Cemento     | Elizabeth Smylie | Ann Henricksson Beth Herr          | 6–1, 6–3      |
| 10.    | 1990 | Singapore Open, Singapore              | Cemento     | Jo Durie         | Pascale Paradis Catherine Suire    | 6–4, 6–1      |
| 11.    | 1991 | Virginia Slims of Houston, Houston     | Terra rossa | Kathy Rinaldi    | Patty Fendick Mary Joe Fernández   | 6–1, 2–6, 6–1 |
| 12.    | 1991 | San Diego Open, San Diego              | Cemento     | Kathy Rinaldi    | Gigi Fernández Nathalie Tauziat    | 6–4, 3–6, 6–2 |
| 13.    | 1995 | ASB Classic, Auckland                  | Cemento     | Elna Reinach     | Laura Golarsa Caroline Vis         | 7–6, 6–2      |
| 14.    | 1995 | Pattaya Women's Open, Pattaya          | Cemento     | Kristine Kunce   | Kristin Godridge Nana Miyagi       | 2–6, 6–4, 6–3 |